# Машнин, Сергей Иванович
Сергей Иванович Машнин (род. 4 мая 1967, Липецк) — советский и российский футболист, полузащитник и российский тренер. Главный тренер липецкого «Металлурга» в 2006, 2010—2022 и 2023—2024 годах.

## Биография
Родился 4 мая 1967 года в Липецке. Воспитанник липецкой ДЮСШ «Металлург». Обучался в Футбольной школе молодёжи. В 1984 году провёл 21 игру за дубль московского «Локомотива», выступавшего в первой лиге. Выступал за команды первой, второй и третьей лиг «Локомотив» Челябинск (1985—1986), «Динамо» Барнаул (1987), «Торпедо» Курган (1989), «Металлург» Липецк (1990—1992, 1995, 1999), «Локомотив» Елец (1996—1997), «Спартак» Тамбов (1997—1998, 2000—2001).
В 2002 году работал тренером в «Сатурне-REN TV». В 2003—2005 годах — администратор липецкого «Металлурга», в 2006 году — тренер команды, с 17 сентября 2006 по 16 января 2007 — главный тренер. Вновь тренер в 2009 году, с 5 ноября 2009 по июнь 2022 года — главный тренер. В 2023 году — помощник генерального директора липецкого клуба, с 27 сентября — исполняющий обязанности главного тренера «Металлурга». В мае 2024 года после поражения со счётом 1:5 от «Родины-2» тренерский штаб во главе с Машниным был отправлен в отставку. Под руководством Машнина «Металлург» в зональном первенстве Второго дивизиона (ПФЛ) занимал 3-е место (в 2019 году), 2-е место (в 2020) и, заняв 1-е место, вышел в первый дивизион (ФНЛ) в 2021 году, по итогам первой части сезона 2023/24 «Металлург» поднялся из группы «Серебро» в группу «Золото» дивизиона «А» Второй лиги.

## Награды
- Почётная грамота Российского футбольного союза за вклад в развитие отечественного футбола, октябрь 2014 года[6].

## Семья
Женат, есть дочь, двое внуков.